# Instituto de Aviación de Moscú
El Instituto de Aviación de Moscú (en ruso: Московский авиационный институт, Moskovski Aviatsionny Institut, MAI) es una universidad rusa situada en Moscú, dedicada al estudio de todo lo referente a la industria aeronáutica y aeroespacial. No obstante, la educación actualmente es multidisciplinar y se ofrecen programas docentes y de investigación en múltiples campos científicos y tecnológicos. El rector actual es el profesor Anatoli Nikoláievich Gueráschenko (Анатолий Николаевич Геращенко).

A lo largo de los años, la universidad fue creciendo hasta convertirse en el mayor centro docente de ingeniería aeronáutica y aeroespacial de Rusia. Más de 130.000 estudiantes, incluyendo a 1000 estudiantes internacionales provenientes de 40 países, se han graduado de MAI desde de su fundación en 1930. 

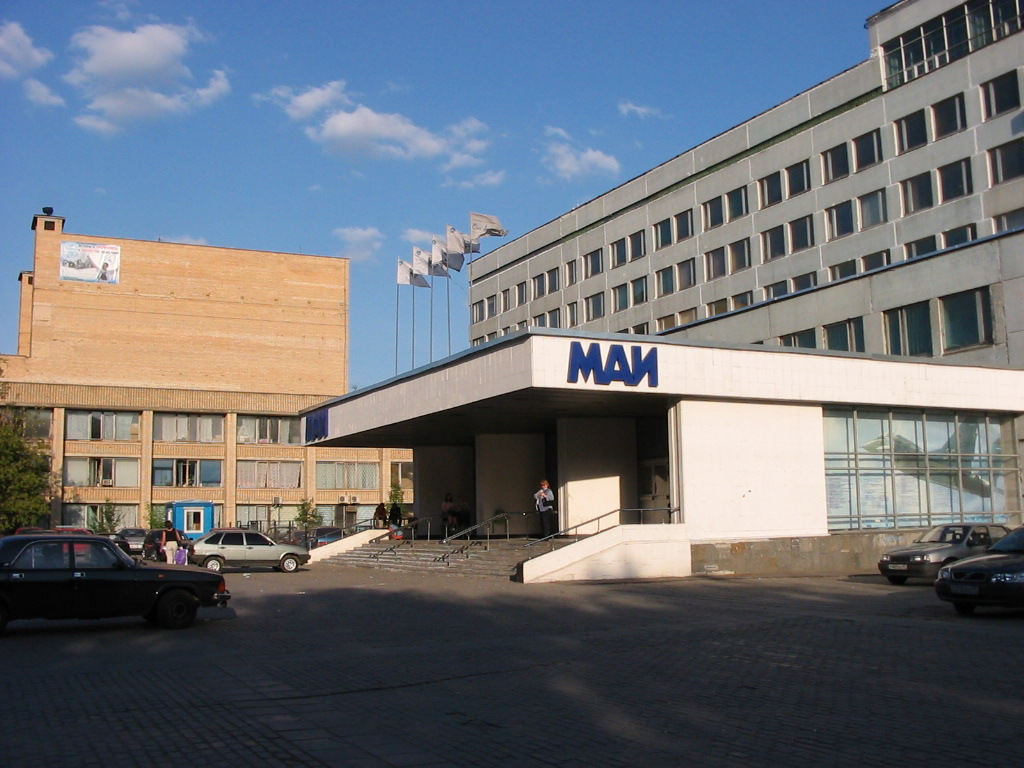
Universidad MAI

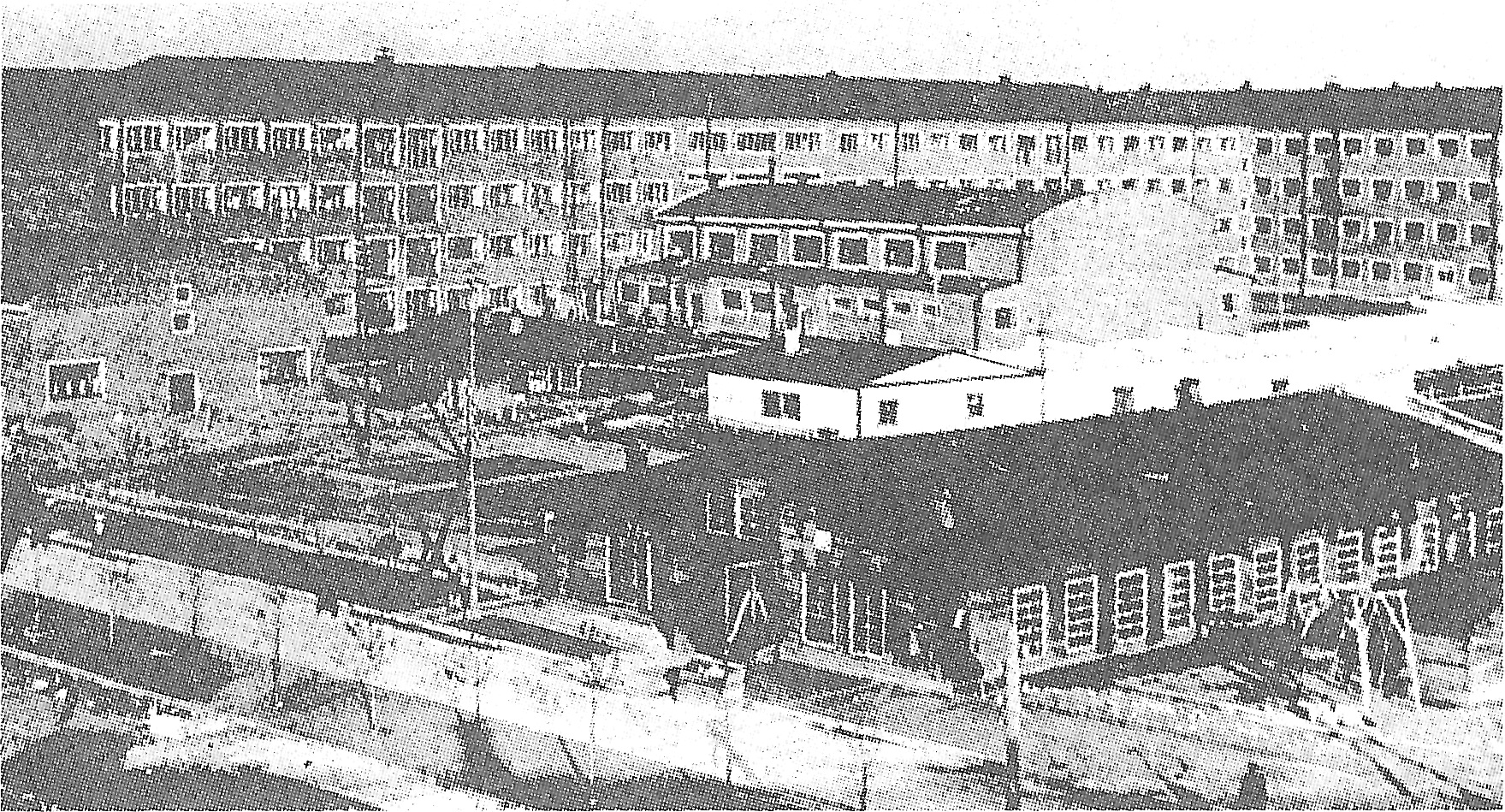
MAI 1935

## Historia
El Instituto de Aviación de Moscú fue fundado en 1930 con base en la facultad aeromecánica de la Universidad Técnica Estatal Bauman de Moscú (MGTU) e independizándose de esta por la amplia importancia que, desde ese entonces, ya significaba la aviación en la Unión Soviética. Se inició formada de dos facultades, la de construcción de aviones y la de construcción de motores.

## MAI en la Unión Soviética
Tras de la Segunda Guerra Mundial, MAI expandió sus intereses académicos y científicos, desarrolló un nuevo sistema de enseñanza y se agregaron facultades de todos los ámbitos aeronáuticos, como también de ciencias físico-matemáticas, electrónica y robótica. Se construyó el campus estudiantil con entre 35 y 40 edificios, se adquirió infraestructura aeronáutica, talleres y laboratorios, como también se fundó la facultad aeroespacial, y de ese modo la MAI obtuvo la categoría de universidad técnica. En 1979, se lanzaron al espacio satélites artificiales “Radio” y “Cosmos” construidos con la participación de una gran delegación de la MAI. Miles de egresados han participado en la historia y en el desarrollo aeronáutico y aeroespacial de Rusia.
En la época soviética, siendo universidad nacional MAI mantenía un margen de defensa militar, conjuntamente con el estado y las fuerzas armadas, colaborando siempre con el país, la universidad también ha especializado sus ingenierías en el terreno comercial y experimental.

## Facultades y departamentos de MAI

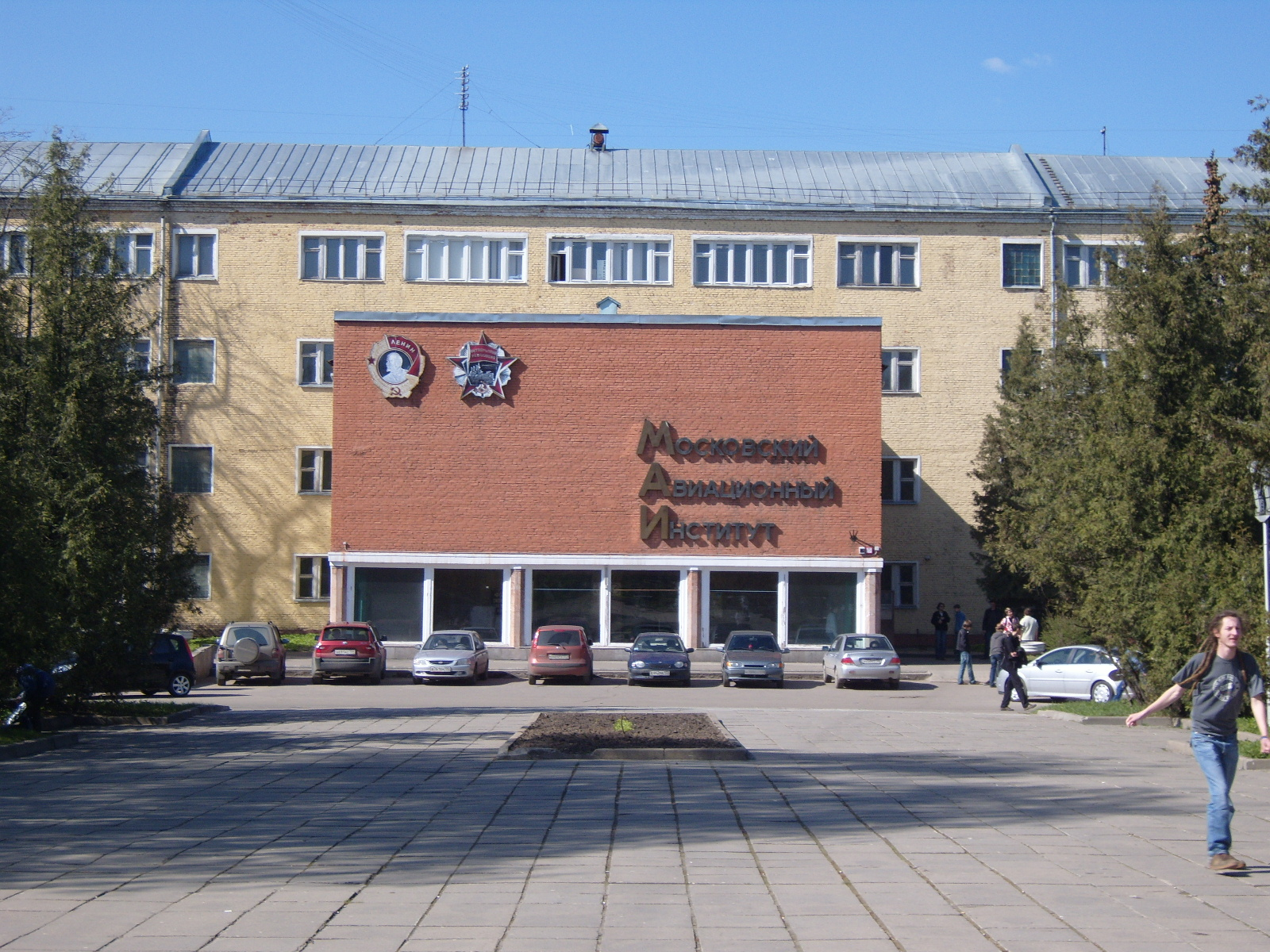
MAI

* Escuela preparatoria: Esta escuela ofrece un lenguaje claro y Fundación Rusa para AMI participantes internacionales. El programa de lengua rusa año hace de los estudiantes puedan ampliar sus estudios en MAI en medio ruso. Al mismo tiempo, el curso de Fundamentos aumenta el conocimiento de la persona en Matemáticas, Física y Dibujo Técnico facilitar su estudio éxito en las principales escuelas del AMI. El curso de la Fundación está a disposición de los participantes rusos, también.
* Facultad № 1. Ingeniería Aeronáutica: El decano de la facultad es el catedrático Aleksandr Víktorovich Efrémov, doctor en ciencias aeronáuticas, y también jefe del departamento 106 “Dinámica de vuelo y control” y el laboratorio de sistema de vehículo Piloto. La Facultad de Ingeniería Aeronáutica fue creada el mismo día de fundación de la MAI, en 1930, con el objetivo de preparar ingenieros en las especialidades básicas de la industria aeronáutica del país. Es considerada la base y fuente del desarrollo de las demás facultades de la universidad. Anualmente ingresan a la universidad un total de 290 alumnos y 15 posgraduados (magistratura y doctorado), teniendo un buen número de estudiantes extranjeros, y proporcionando cursos de especialidad, así como también instrucción de vuelo de verano en el aeródromo Alféryevo en la óblast de Moscú. El proceso de estudios en la facultad está dirigido por los mejores profesores del país en cada área aeronáutica, incluye también prácticas de trabajo, prácticas tecnológicas en agencias y empresas aeronáuticas afiliadas a la universidad. La facultad cuenta con un hangar propio repleto de aviones de toda clase, talleres, laboratorios, etc. Los graduados serán capacitados para diseñar, construir y gestionar dentro del ámbito de su respectiva área, en ingeniería aeronáutica y de acuerdo con los conocimientos adquiridos en diferentes especialidades de la facultad: en construcción de aviones, helicópteros u otros, en problemas de aerodinámica y dinámica de vuelo, en tecnología de producción aeronáutica, y además también en control y validez de vuelo de embarcaciones aéreas, a través del estudio de certificación (estandarización) y el análisis de la eficiencia de los complejos de aviación, diseño conceptual y cualquier sistema de gestión del espacio, del tráfico y del transporte aéreo. Los graduados pueden también dedicarse a la investigación científica, llevar a cabo actividades de proyección, de dirección técnica y de asesoramiento técnico en tareas relativas a la Ingeniería Aeronáutica. 

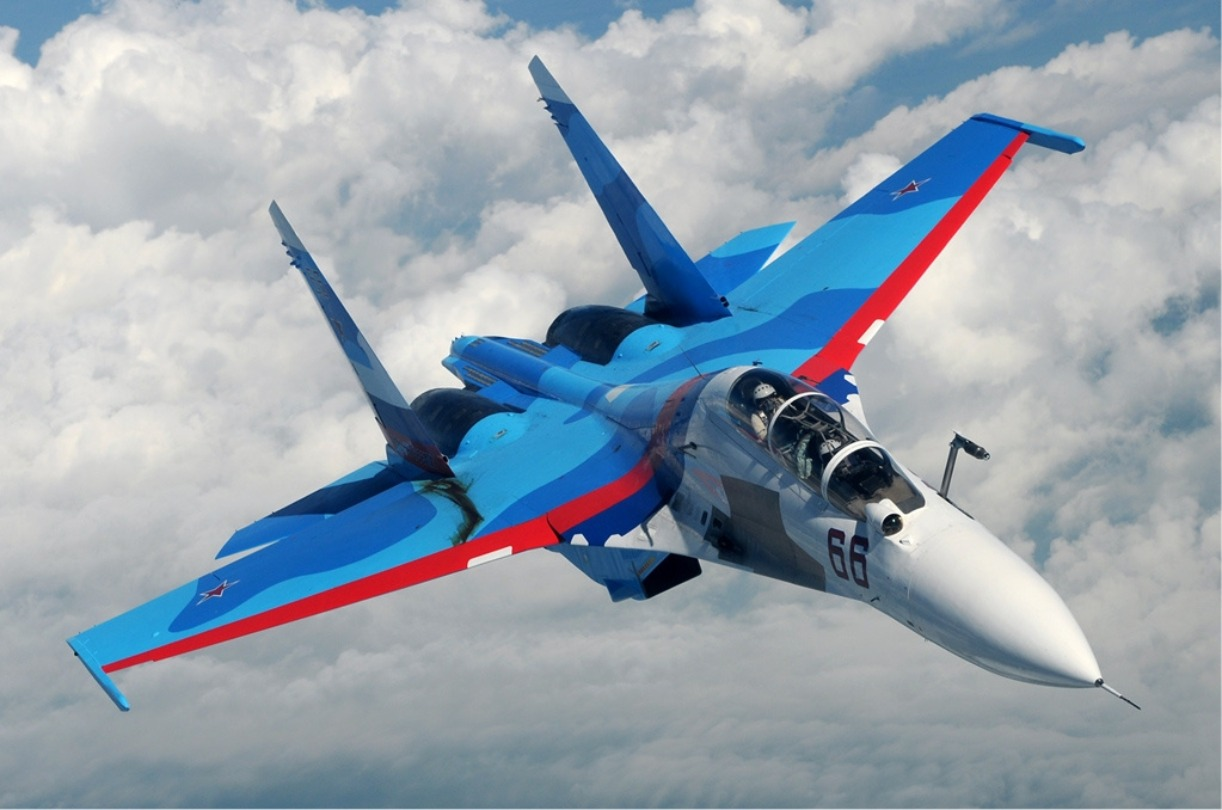
Un Sukhoi Su-30 de la Fuerza Aérea de Rusia, en su construcción colaboraron estudiantes egresados del MAI

* Facultad № 2. Motores de Aeronaves: La facultad fue fundada en 1930, siendo considerada una de las pioneras de la universidad, es la única en el mundo, en preparar ingenieros en construcción de todo tipo de motores de aeronaves. La facultad ofrece preparación en diferentes especialidades, el egresado puede dedicarse a la teoría, al cálculo, a la investigación y al diseño de motores y sistemas de motores aéreos propulsores a chorro; motores aeroespaciales, motores con instalaciones energéticas, motores de combustión interna; así como también a la tecnología de fabricación de motores; a la dinámica y durabilidad de motores de aeronaves, a la construcción de electropropulsores de cohete e instalaciones energéticas, nucleares, solares, químicas, de plasma u otras, a la estandarización y la certificación de aparatos aeroespaciales y energéticos. La facultas cuenta con laboratorios, talleres, auditorios con tecnología de vanguardia en CAD/CAE/CAM, etc. El prestigio de la facultad se debe a que muchas ciencias tradicionales del campo científico motriz e ingeniería de construcción se han desarrollado en nuestra casa de estudios, como la simulación a escala natural y de modelos de elementos modulares de todos los tipos de motores (de combustión interior, reactivos, coheteril, nuclear, de plasma). La cantidad de logros nacionales y extranjeros en el campo de motores aeronáuticos y aeroespaciales confirman el prestigio académico y científico de la facultad, teniendo acuerdos internacionales con conocidas universidades y centros de investigación de Estados Unidos, Francia, Alemania, China, Brasil, Corea del Sur. Anualmente se gradúan cerca de 320 especialistas. En la actualidad en la facultad hay 150 catedráticos, de ellos 55 D.Sc., 73 docentes. La enseñanza dura 5 años y medio, y está también prevista la magistratura. El decano de la facultad es Alekséi Borísovich Agúlnik, Doctor en Ciencias e Ingeniería, catedrático, experto en motores de cohete, encabeza la facultad desde noviembre de 2009. Las formaciones prácticas y de laboratorio son sostenidas en los soportes de prueba únicos mientras los cálculos son hechos usando tecnologías digitales actualizadas. Desde la fundación más de 22 mil especialistas se han graduado en la facultad. La fusión de maestría ganada en los departamentos y en los laboratorios y formación científica física y humana fundamental permite a graduados trabajar con éxito en una amplia gama de actividades creativas y de gestión para organizaciones nacionales, públicas y comerciales.
* Facultad № 3. Informática y Sistemas de Navegación: Es la facultad más numerosa de la universidad en la actualidad. En una serie de grandes innovaciones fueron creados complejos estudiantiles científicos con integración de procesos de formación. Las investigaciones científicas son desarrolladas con la capacitación de ingenieros altamente calificados a través de tesis doctorales ( más de 50 tesis en grado Sc.D y más de 500 tesis en grado PhD), anualmente se editan de 3 a 4 monografías escritas por los mismos profesores y empleados de la facultad. 
* Facultad № 4. Radio y Electrónica: La escuela proporciona educación que califica a los graduados para la actividad científica creativa, así como para las actividades prácticas en diferentes áreas de la electrónica de radio y comunicación de datos. Los mayores son: • Ingeniería de Radio; • Diseño de los sistemas electrónicos de radio (en particular para las mediciones precisas basadas en GPS de la posición de un objeto en movimiento y orientación); • El diseño y la tecnología de fabricación de los equipos de radio-electrónica y la informática; • Diseño de la comunicación objeto en movimiento significa; • Protección de datos y seguridad de la información. El plan de estudios de la escuela garantiza la educación en el diseño de: • Los sistemas y equipos de navegación y radar; • Control remoto y sistemas optoelectrónicos; • Las redes de comunicación y la red de servicios de comunicación integrada. El currículo de la escuela cubre el soporte de ingeniería de todo el ciclo de vida de los equipos electrónicos a partir de su diseño y desarrollo de la tecnología de fabricación, operación y mantenimiento. Esto incluye todo su mantenimiento tecnológico de la cuenta de resultados y diseño de antenas, para recibir, transmitir, sistemas informáticos y cibernéticos, el desarrollo de un software especial, y la integración del sistema antes de la operación, instalación y reparación de la televisión, el radar de seguimiento y radioteléfono sistemas, y la creación del desarrollo de redes de información y las últimas tecnologías de la información. Debido a la universalidad de radio-electrónica de la Escuela, además de sus aplicaciones aeroespaciales, ofrece a los menores en el sistema de vigilancia ecológica, la telefonía móvil, radiometría, TV, antenas de microondas y antenas phased celosías, diseño de microprocesadores y equipos médicos electrónicos.
* Instituto de Ingeniería Económica: Esta escuela pretende formar a los estudiantes para carreras profesionales en el campo de la economía, gestión, finanzas, administración de empresas y derecho de los negocios en otras industrias de alta tecnología de la aviación y. Los cursos se centran en la experiencia internacional de la formación empresarial atendiendo a la actual situación económica en Rusia.
* Facultad № 6. Aeroespacial: Esta escuela ofrece programas exclusivos para los estudios de diseño de vehículos aeroespaciales y de amplio alcance en el tema de la ingeniería aeroespacial. Los cursos cubren un amplio espectro de la ingeniería aeroespacial y ofrecen tres áreas específicas de estudio: • Diseño, fabricación y prueba de diferentes vehículos voladores (naves espaciales, misiles, vehículos de reentrada, complejos lanzados, etc); • Análisis estructural, mecánica aplicada, diseño térmico, observación de la Tierra y de la informática aplicada; • control del vehículo vuelo, dinámica de vuelo y aire hidrodinámica. El plan de estudios ofrece especialidades como: naves espaciales y cohetes Sistemas, Dinámica de Vuelo y Control Aeroespacial, complejos de gran escala, flighing resistencia de la estructura del vehículo y modos de operación térmica, naves espaciales y cohetes de fabricación (incluido el montaje orbital), Soporte Vital y Emergencias Crew- Sistemas de rescate, con aire hidrodinámica, Aeroespacial CAD / CAM, etc La Escuela Aeroespacial también ofrece a los estudiantes cursos de menor importancia en: Ecología, Observación de la Tierra, los idiomas extranjeros, Administración Industrial, Informática y otras. La escuela está involucrado en una serie de servicios de consultoría y de proyectos de investigación, así como en programas de intercambio de estudiantes y profesores. La escuela Aerospace ha ampliado las relaciones con los centros aeroespaciales rusos conocidos y las empresas (como el Instituto Central de Aerohidrodinámica N. Y. Zhukovski (TsAGI), Corporación Espacial Enérguiya, Asociación de Investigación y Producción Lávochkin (NPO Lávochkin), Instituto Central de Investigaciones de Ingeniería Mecánica (TsNIIMash), el Instituto de Investigación de Vuelo M. M. Grómov (LII Grómov) y otros, así como con las principales universidades y laboratorios en los EE. UU., Alemania, Francia, Gran Bretaña, Brasil, China, México, etc Durante su formación los estudiantes de la Escuela Aeroespacial también participan en las actividades de investigación y diseño. Una serie de pequeños programas de satélites de comunicaciones se han desarrollado e implementado en el diseño basado en la escuela Mesa Iskra. Dos de estos satélites fueron lanzados en 1979. Otros dos pequeños satélites, Iskra-2 y -3 se liberan a través de la estación Salyut-7 espacio esclusa en 1983 y dos satélites de la serie MAK (desarrollado conjuntamente con el Instituto de Mecánica Aplicada y Electrodinámica I + D) MAK-1 y -2 fueron lanzados desde la estación espacial Mir 1991 y 1992. Ahora, investigadores de la Escuela desarrollar una nueva familia de pequeños satélites de comunicaciones.
* Facultad № 7. Robótica y Sistemas Intelectuales: Esta escuela es la única de su tipo en Rusia, que ofrece formación en función de una amplia gama de disciplinas que preparan a los estudiantes para carreras relacionadas con vehículos voladores complejos robóticos. El plan de estudios incluye áreas tan importantes como: • Desarrollo de modelos matemáticos de vehículos voladores y su sistema y software de simulación relacionados también; • La investigación en el campo de la complejidad técnica de los objetos de ingeniería de sistemas y la eficacia de su aplicación; • Expertos de la ingeniería de sistemas de software y otros sistemas de apoyo inteligente; • Desarrollo de software y dataware para su tratamiento automatizado de los dos datos estadísticos e imágenes; • La investigación en el campo de las tecnologías de la información para la planificación automática, previsión y solución de problemas de toma de decisión; • El diseño de sistemas de análisis automático, detección, identificación y seguimiento de objetos aire, marinas y de tierra con el uso de radar, infrarrojos, ópticos y dispositivos de láser; • El uso de ambas tecnologías GLONASS GSP y para la determinación de la posición, la velocidad y la actitud de los objetos en movimiento; • La simulación por ordenador de la información y el control complejos operación y servomotores de aviones, misiles y sistemas robóticos así; • Automatización de los sistemas mecánicos complejos y unidades servo diseño basado en las modernas tecnologías informáticas; • Control por ordenador de sistemas robóticos; • Pruebas de sistemas robóticos y de sus componentes. El plan de estudios de la Escuela permite preparar a los estudiantes para aplicar las tecnologías de computadoras, incluyendo innovaciones en todos los campos.
* Facultad № 8. Ciencias Aplicadas Físico-Matemáticas: Esta escuela es la única de su tipo en Rusia, que ofrece formación en función de una amplia gama de disciplinas que preparan a los estudiantes para carreras relacionadas con vehículos voladores complejos robóticos. El plan de estudios incluye áreas tan importantes como: • Desarrollo de modelos matemáticos de vehículos voladores y su sistema y software de simulación relacionados también; • La investigación en el campo de la complejidad técnica de los objetos de ingeniería de sistemas y la eficacia de su aplicación; • Expertos de la ingeniería de sistemas de software y otros sistemas de apoyo inteligente; • Desarrollo de software y dataware para su tratamiento automatizado de los dos datos estadísticos e imágenes; • La investigación en el campo de las tecnologías de la información para la planificación automática, previsión y solución de problemas de toma de decisión; • El diseño de sistemas de análisis automático, detección, identificación y seguimiento de objetos aire, marinas y de tierra con el uso de radar, infrarrojos, ópticos y dispositivos de láser; • El uso de ambas tecnologías GLONASS GSP y para la determinación de la posición, la velocidad y la actitud de los objetos en movimiento; • La simulación por ordenador de la información y el control complejos operación y servomotores de aviones, misiles y sistemas robóticos así; • Automatización de los sistemas mecánicos complejos y unidades servo diseño basado en las modernas tecnologías informáticas; • Control por ordenador de sistemas robóticos; • Pruebas de sistemas robóticos y de sus componentes. El plan de estudios de la Escuela permite preparar a los estudiantes para aplicar las tecnologías de computadoras, incluyendo innovaciones en todos los campos.
* Facultad № 9. Mecánica Aplicada: Esta escuela es ampliamente reconocida en Rusia y en otros países, porque los programas se basan no sólo en la tradicional, pero también en cursos únicos o poco comunes para este tipo de educación. Aquí los graduados están calificados para las carreras en la investigación y la ingeniería mecánica. Las Grandes Ligas son: • Dinámica y la fuerza de la maquinaria; • Diseño de Antenas y Sistemas de Microondas dispositivos; • Ingeniería y Tecnologías de la Ingeniería Biomédica. Los graduados reciben un fondo rico en física y matemáticas, y una actualización de las tecnologías informáticas. Se convierten en expertos para trabajar en situaciones extremas y ambiguas (cálculo de resistencia, durabilidad y vibraciones de vehículos voladores). Sus habilidades incluyen el diseño de antenas y sistemas inteligentes. Este nivel de la educación les da la oportunidad para varias carreras y para ser contratado por diferentes tipos de empresas o laboratorios, etc Los estudiantes más exitosos participan en la investigación científica, lo que implica un enfoque individual. Menores en Economía y Gestión son opcionales.
* Facultad № 10. Humanidades (Ingeniería Social): Esta escuela fue fundada en 1993, debido a la muy fuerte demanda de profesionales capaces de estimar el aspecto social y psicológico de la aviación y astronáutica y formular recomendaciones. La escuela cuenta con tres áreas de especialización: • la publicidad y las relaciones públicas; • El personal en los negocios y la psicología de las carreras; • Estudios de mercado: la demanda y la oferta, proyectos de desarrollo urbano y regional a largo plazo.
* Instituto Militar: Instituto de ciencias aéreas militares de Rusia.

## Honores y reconocimientos

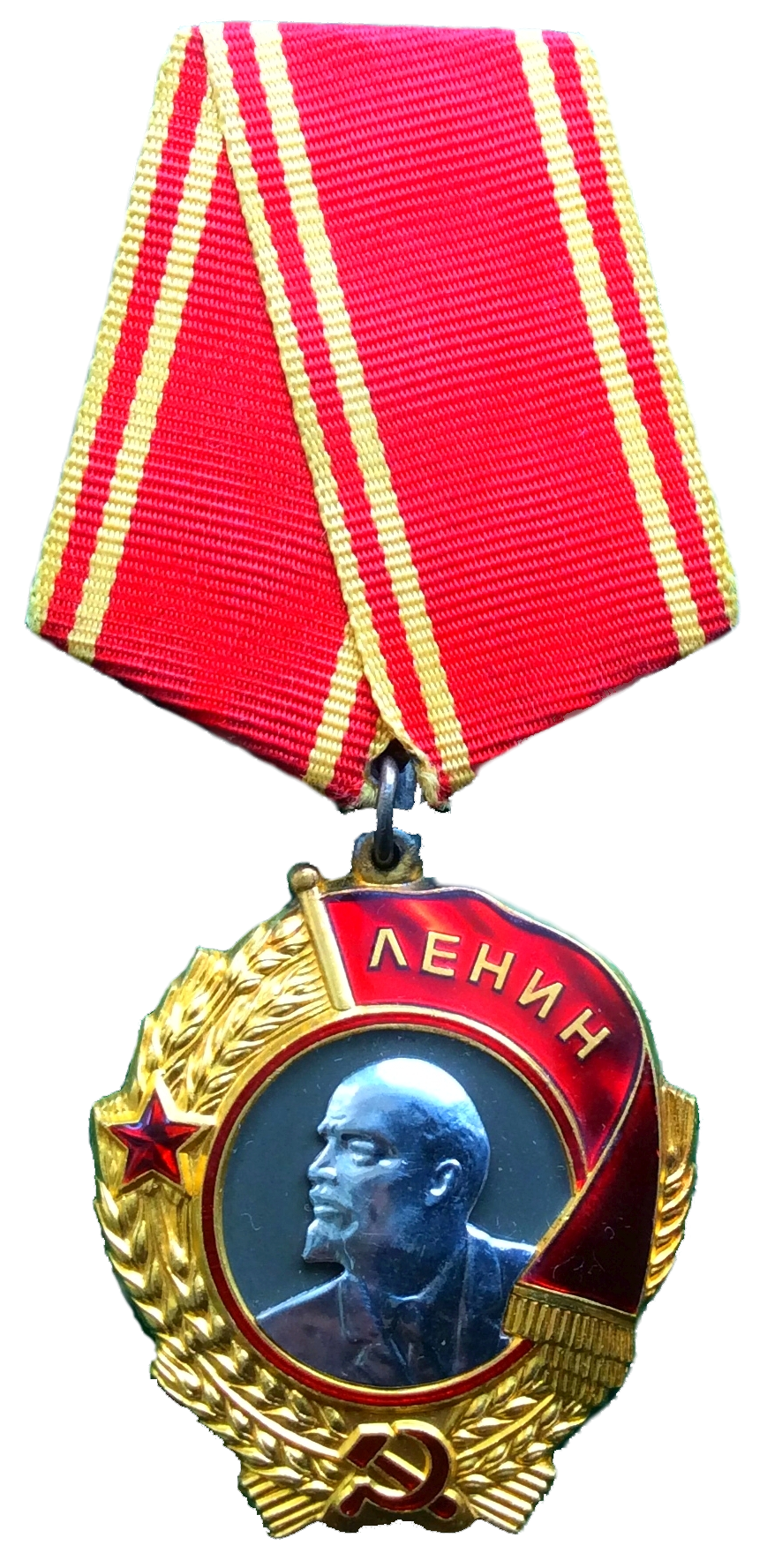
Orden de Lenin

El instituto ha sido galardonado con:
- La Orden de Lenin, el premio más importante de la Unión de Repúblicas Socialistas Soviéticas, establecido por el Presidium de la URSS central del 6 de abril de 1930 .
- La Orden de la Revolución de Octubre, premio soviético, establecido por el Decreto del Presídium del Sóviet Supremo de la URSS el 31 de octubre de 1967 en honor del 50 aniversario de la Revolución de Octubre de 1917, segundo premio más importante de la URSS después de la Orden de Lenin.

## Residencia universitaria
El alojamiento en la residencia universitaria está disponible para todos los estudiantes internacionales. Bajo este tipo de alojamiento, cada estudiante comparte el dormitorio con uno o dos compañeros en cada bloque. Cada bloque está conformado por dos cuartos con un cuarto de baño común y W.C. Una unidad se supone para 5 estudiantes.

## Perfil de los estudiantes
Entre las características del perfil que el estudiante del MAI debe cubrir se encuentran:
- Buen dominio de las Matemáticas.
- Conocimientos de Física.
- Conocimientos de Química.
- Informática.
- Dibujo.
- Dominio del idioma ruso (en caso de ser extranjero).